# Chli Dürrenhorn
Chli Dürrenhorn är en bergstopp i Schweiz.   Den ligger i distriktet Visp och kantonen Valais, i den södra delen av landet, 100 km söder om huvudstaden Bern. Toppen på Chli Dürrenhorn är 3 890 meter över havet.
Terrängen runt Chli Dürrenhorn är huvudsakligen mycket bergig. Närmaste större samhälle är Zermatt, 13,5 km sydväst om Chli Dürrenhorn. 
Trakten runt Chli Dürrenhorn består i huvudsak av gräsmarker. Runt Chli Dürrenhorn är det glesbefolkat, med 19 invånare per kvadratkilometer.